# Curtir (Facebook)

O atual botão Curtir do Facebook.

O botão "curtir" do Facebook permite que os usuários expressem seu interesse no conteúdo do site (página pessoal, comentário ou publicação).

## História

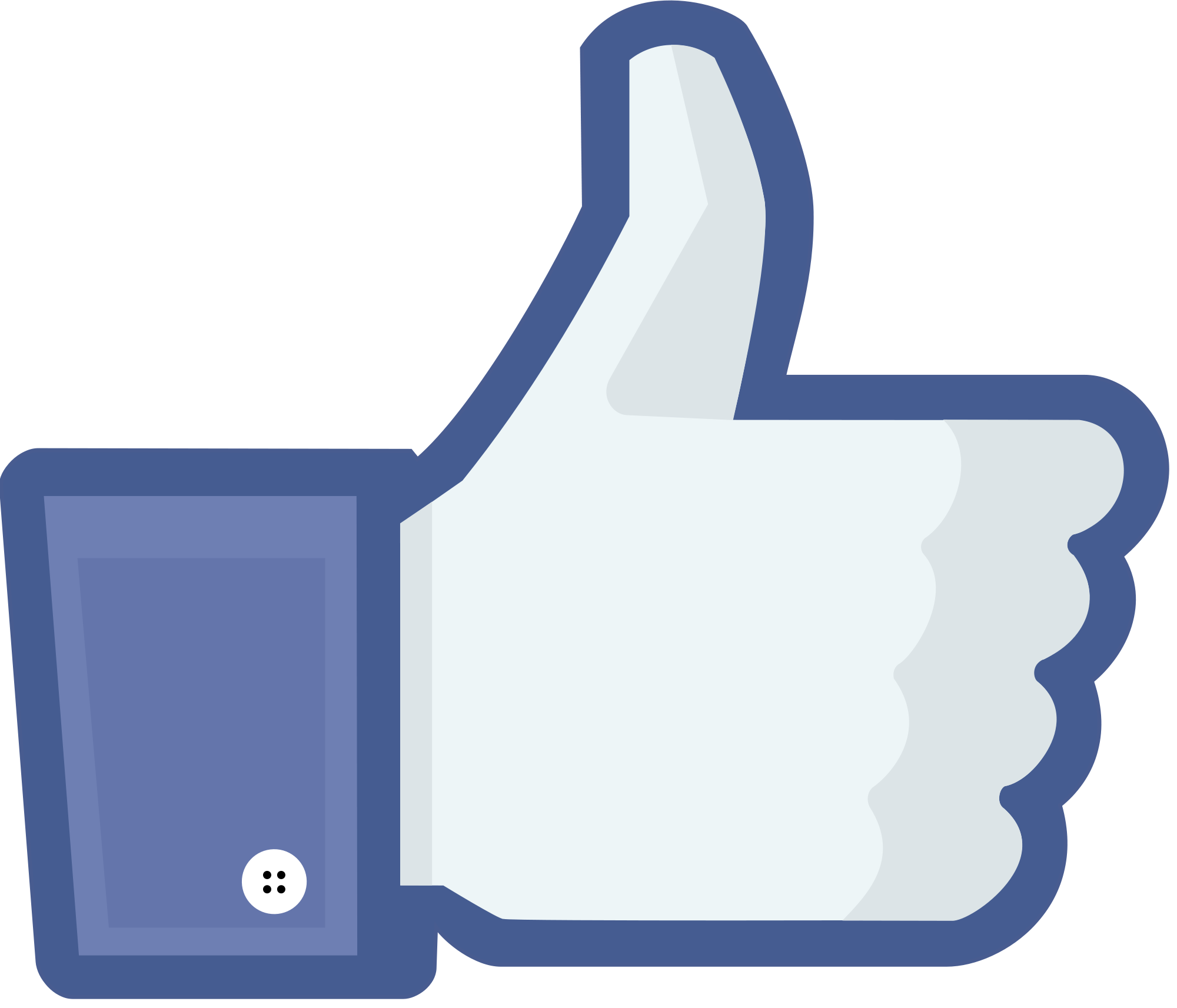
Antigo botão Curtir do Facebook.

O botão Curtir do Facebook foi exportado para a maioria dos sites que publicam conteúdo em abril de 2010, para criar um link entre o conteúdo em questão e o usuário, que pode então compartilhar suas "curtidas" externas com a comunidade do Facebook.
Em 2016, o Facebook lançou uma extensão do botão "Curtir" com 5 novos emoticons que permitem que os usuários compartilhem seu humor em cada publicação feita na rede social. O humor "irritado" (Grrr) é um equivalente ao botão de não gostar, que não existe no Facebook. Um botão de agradecimento em forma de flor era originalmente parte da atualização, mas foi removido posteriormente.
Em 17 de abril de 2020, durante a pandemia de Covid-19, um emoção "solidariedade" com um personagem abraçando um coração foi adicionado à plataforma.

## Criticas
Esse botão tem sido frequentemente comparado a um pixel espião, pois rastreia a atividade do usuário, resultando em publicidade direcionada - como a segmentação comportamental - combinada com dados pessoais. Isso pode ser visto como uma violação da segurança do navegador, bem como da segurança da Internet.

## Na cultura
Na América Latina, a organização não governamental TECHO usou um derivado do botão curtir do Facebook em suas campanhas, como um símbolo de insatisfação com a pobreza e as moradias deploráveis em favelas.

## Aspectos legais
O Tribunal de Justiça Europeu, acionado por um tribunal alemão com base na Diretiva Europeia de 1995 sobre proteção de dados anterior ao RGPD, decidiu que {{Citação|o operador de um site equipado com o botão Curtir do Facebook pode ser solidariamente responsável, com o Facebook, pela coleta e transmissão ao Facebook dos dados pessoais dos visitantes de seu site.